# Dräger

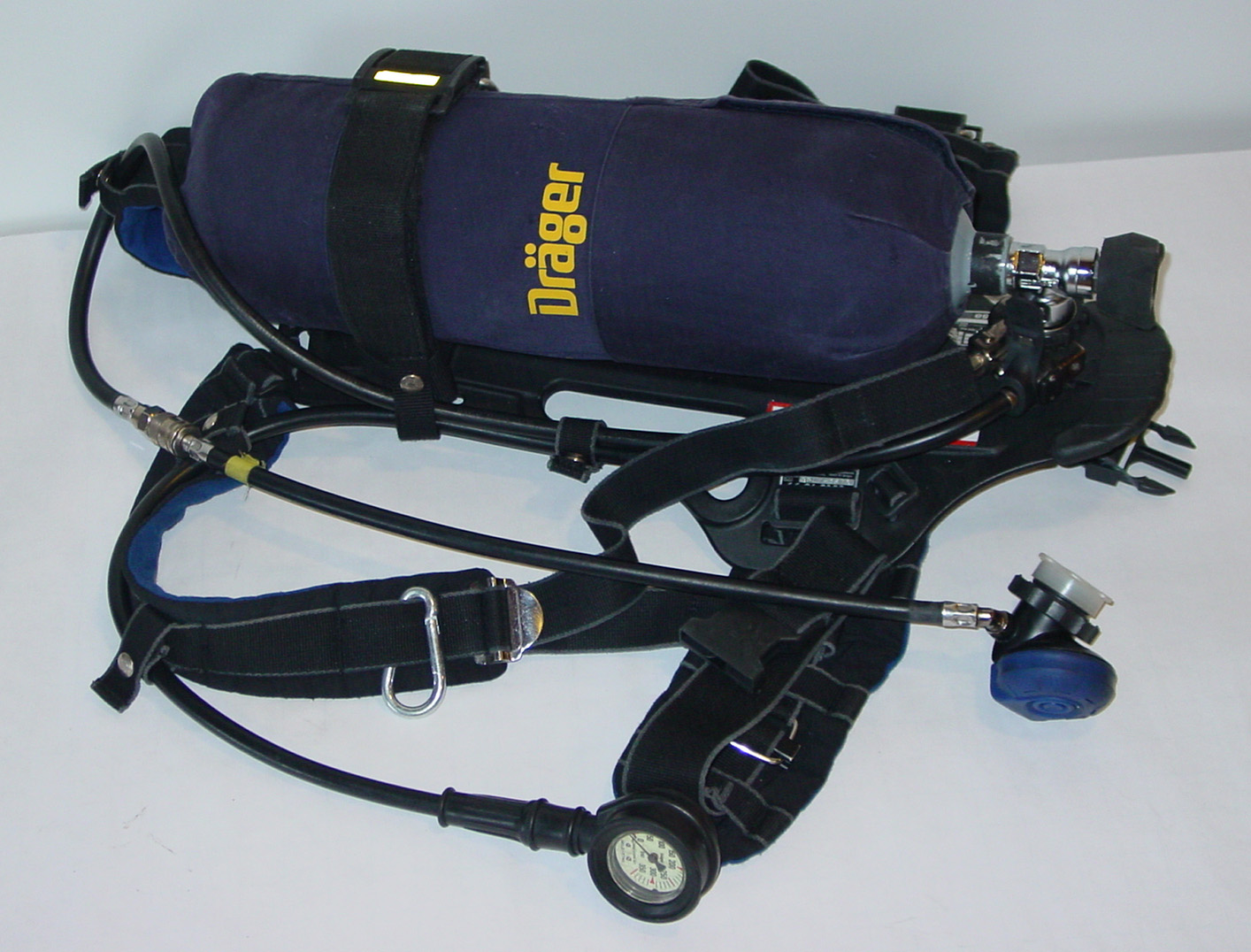
een ademluchttoestel van Dräger

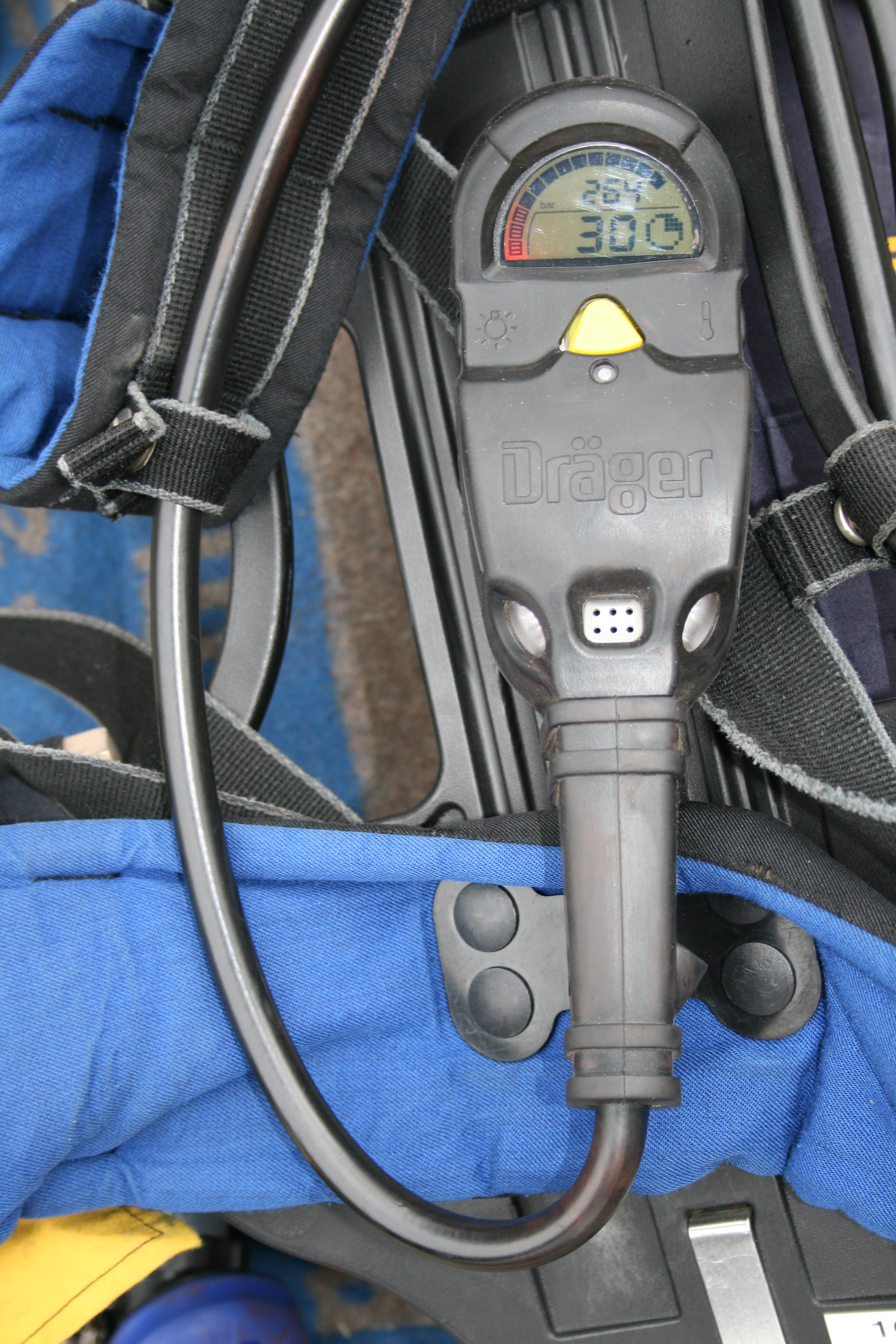
Elektronische manometer die waarschuwt bij een te lage druk in de ademluchtcilinder en een bewegingsloosmelder om te waarschuwen bij een ongeval

Drägerwerk AG, kortweg Dräger, is een Duits familiebedrijf gespecialiseerd in ademluchtapparatuur, gasdetectietoestellen en beademings- en anesthesieappatuur. Het bedrijf is in 1889 in Lübeck opgericht als Dräger & Gerling. Het eerste patent was voor een reduceertoestel voor koolzuur voor het tappen van bier.

## Dräger
Dräger richt zich met ruim 13.000 werknemers in de divisie Medical op de verkoop en service van medische apparatuur, vooral beademings- en anesthesietoestellen en in de divisie Safety vooral op adembescherming en gasdetectie in voornamelijk de (petro-)chemische industrie, mijnbouw en bij de brandweer. In beide takken is Dräger een van de belangrijkste producenten. Het bedrijf had in 2013 een omzet van circa 2,5 miljard euro.
Tot het programma behoren verder stationaire gasdetectiesystemen, brandmeldinstallaties en het alcoholslot. De firma leert haar klanten verantwoord om te gaan met haar producten door middel van gebruikers- en onderhoudsopleidingen.
Het bedrijf produceert daarnaast testers om personen op het gebruik van drugs (cocaïne, opiaten, amfetamine, methamfetamine, fencyclidine en cannabinoïden) te controleren.